# Luis Ángel Duque Mata
Luis Ángel Duque Mata (nascut el 31 d'octubre de 1953) és un entrenador de futbol espanyol.

## Carrera com a entrenador
Nascut a Madrid, Duque va començar la seva carrera com a entrenador amb la formació juvenil del CD Leganés, ascendint a la plantilla del primer equip el 1989. Després de portar el club a Segona Divisió i evitar per poc el descens a la campanya 1994–95, va ser nomenat entrenador del Getafe CF el desembre de 1995.
Posteriorment, Duque va patir el descens amb el Geta el juny de l'any següent, i va ser rellevat del seu càrrec el maig de 1997, amb l'equip ja fora de les zones d'ascens. El 1999 va ser nomenat al capdavant del Reial Àvila CF, i posteriorment va dirigir la SD Compostela i la Cultural y Deportiva Leonesa, tots a Segona Divisió B.
El 2 de febrer de 2004, Duque va ser nomenat entrenador de la UD Almeria. Va ser acomiadat el 5 d'abril, amb el club a prop de les zones de descens.
L'estiu de 2005, Duque va tornar al seu primer club, el Leganés, dirigint el conjunt durant la major part de la campanya 2005-06. Més tard va ser el director esportiu del club, i finalment va tornar-hi com a entrenador el juliol de 2009.
El 22 de març de 2010, Duque va renunciar com a entrenador, tornant al seu càrrec anterior. Va deixar el Lega al final de la temporada.